# El Muerto
El Muerto ist ein Berg, der sich in den Anden auf der Grenze zwischen Argentinien und Chile befindet. Er ist 6542 m hoch (nach anderen Quellen 6471 m).
Er kann relativ leicht von der Laguna Verde (ca. 4300 m), von der man mit einem geländegängigen Fahrzeug noch weit hinauffahren kann, bestiegen werden (steiles wegloses Gehgelände). Zur Laguna Verde kann man sich von der nächstgelegenen Stadt Copiapo (ca. 250 km) bringen und wieder abholen lassen oder sich gleich einen ortsansässigen Führer nehmen. Außerdem kann man die Tour mit der Besteigung des nebenangelegenen höchsten Berges Chiles und zweithöchsten ganz Amerikas verbinden (Ojos del Salado, 6893 m).